# Aldair Santos do Nascimento
Aldair Santos do Nascimento (Ilhéus, 30 november 1965) is een Braziliaans voormalig voetballer die als centrale verdediger uitkwam. Hij was elf jaar international en maakte deel uit van het Braziliaans elftal dat het WK 1994 won.

## Biografie
Aldair speelde in zijn geboorteland Brazilië voor Flamengo. Vertrok in 1989 naar Benfica. Hier speelde hij één seizoen. Daarna tekende hij bij AS Roma, waar hij in 2001 de landstitel veroverde.In 2003 besloot hij zijn loopbaan niet meer voort te zetten.
Echter in de zomer van 2007 besloot hij zijn kicksen weer tevoorschijn te halen, en een contract te ondertekenen bij SS Murata, San Marino, waarmee hij in de eerste voorronde speelde van de Champions League.
Tussen 2003 en 2013 werd het rugnummer 6, dat Aldair dertien jaar lang droeg bij AS Roma, niet gebruikt als eerbetoon voor de Braziliaan. In juli 2013 werd Kevin Strootman bij AS Roma gepresenteerd met het rugnummer 6, dat na tien jaar terug uit de ijskast wordt gehaald op verzoek van Aldair zelf.

## Loopbaan
- 1985/1989 Flamengo
- 1989/90 Benfica
- 1990/03 AS Roma
- 2003/04 Genoa CFC
- 2007 SS Murata (San Marino)

## Erelijst
AS Roma
- Serie A

2001